# 王漢生
王漢生（1908年1月6日—1982年7月9日）。江蘇宜興人。民國37年（1948年）在西北區商業團體當選第一屆立法委員。育有五女，其中次女王瑜為中央研究院院士。

## 生平[2][3][4]
- 宜興彭成中學
- 前國立政治大學肄業
- 大夏大學文科四年級十七年六月畢業[5]，文學士
- 陝西省政府秘書
- 軍政部駐陝軍需局主任秘書
- 軍需署技術委員
- 西安各民營紡織工廠經理董事
- 聯勤總部經理署技術委員
- 民國71年7月9日病逝[6]